# Boa (kleding)

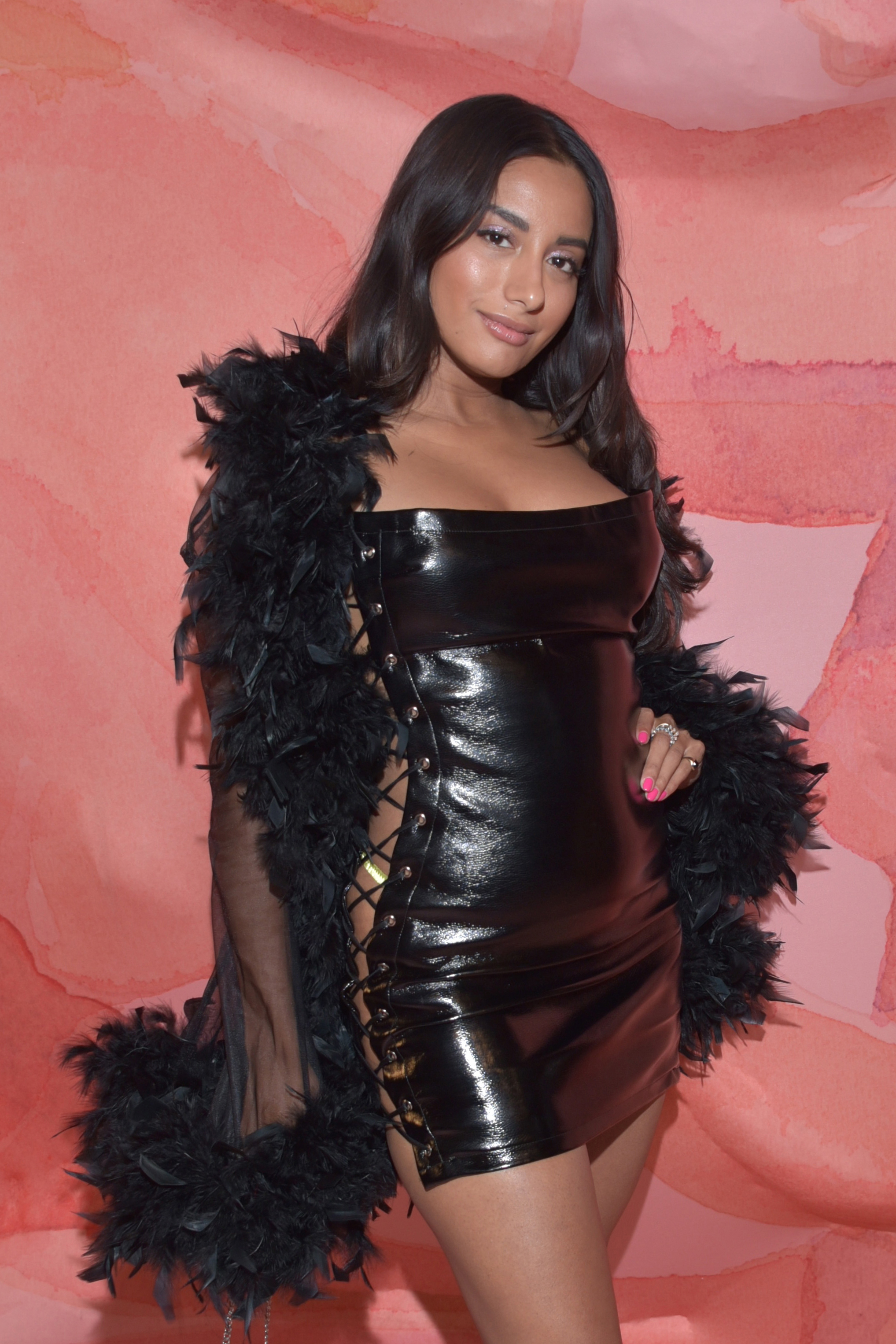
Model met een boa van zwarte veren

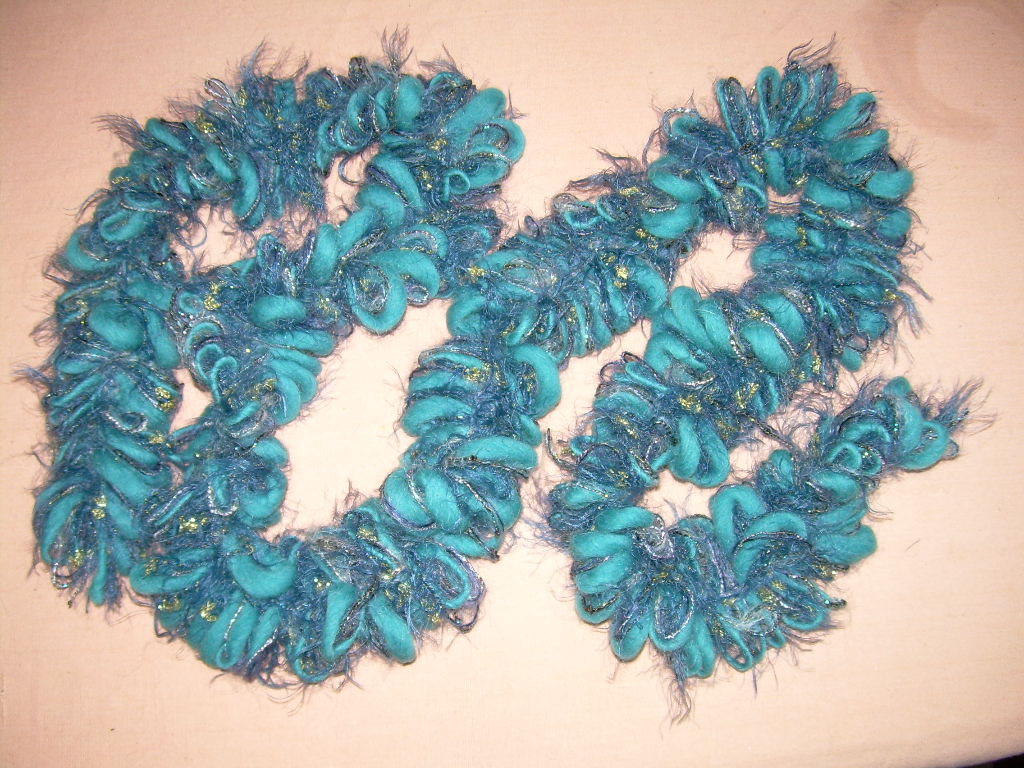
Plaatje van een blauwe boa, gemaakt van stof en veren, uit Denemarken

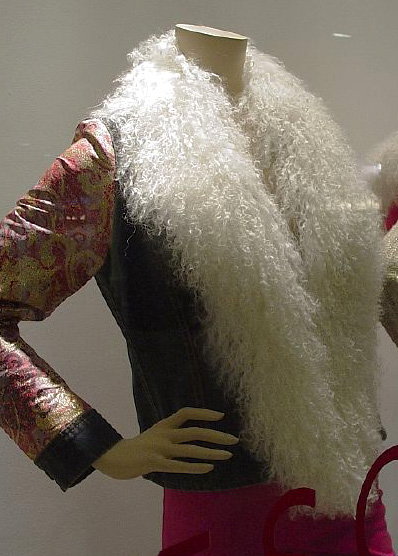
Boa van imitatiebont

Een boa is een kledingstuk gemaakt uit bont, stof of veren (waaronder pluimen). De naam is afgeleid van de slang boa constrictor, die bekendstaat als wurgslang.
De boa is vaak gemaakt van vossenbont, struisvogel-, pauwen- of kalkoenveren of van zijde. Ook combinaties komen voor. Sinds circa 1820 komt de boa voor als een gangbaar modeartikel in gegoede milieus.
De boa wordt als kledingstuk losjes om de hals en nek gedrapeerd gedragen.
In revue-shows wordt veelvuldig gebruikgemaakt van boa's vanwege hun theatrale effect. Ook in het uitgaansleven wordt de boa soms als decoratief of sierkledingstuk gedragen.
Veren boa's worden ook voor erotische doeleinden gedragen, en worden soms als verleidelijk speelgoed gebruikt of uit fetisjistisch oogpunt gedragen. Een naakte danseres kan bijvoorbeeld ook een boa gebruiken en daarmee haar publiek plagen, verleiden of uitdagen.